# Harlock Saga - L'anello dei Nibelunghi
Harlock Saga - L'anello dei Nibelunghi (ハーロック・サーガ ニーベルングの指環?, Hārokku Sāga Nīberungu no yubi wa) è un adattamento in chiave fantascientifica dell'opera di mitologia norrena di Richard Wagner: L'anello del Nibelungo, realizzato da Leiji Matsumoto. Ne è stata realizzata una serie di 6 OAV nel 1999, e anche un manga pubblicato in Italia dalla Hazard Edizioni con il titolo L'anello del Nibelungo. Nella serie OAV le musiche sono quelle di Richard Wagner rielaborate da Kaoru Wada ed eseguite dalla Moscow Philharmonic Orchestra.
Le due diverse trasposizioni, come nelle abitudini dell'autore, sono differenti; la serie animata ha trama più breve e racconta soltanto l'inizio delle vicende presenti nel manga.

## Anime
Al centro dell'universo c'è il pianeta del Valhalla, residenza degli dei, un luogo ove il tempo non scorre mai. Tale proprietà è garantita dal suono degli organi gemelli, suonato dalle celebranti di Odino, due ragazze pure e somiglianti: Mime dei nibelunghi e Freyja degli dei; il suono degli organi si propaga dal centro fino alle estremità del cosmo, e fa sì che il tempo scorra tanto più rapidamente tanto maggiore è la distanza dalla sorgente sonora.
Mime del popolo dei nibelunghi, è anche la navigatrice dell'Arcadia. Improvvisamente costei sparisce senza dare nessuna spiegazione all'equipaggio; la ragione è che sa che gli eventi stanno per precipitare: Alberich, suo fratello, ha deciso di vendicare la soggiogazione millenaria operata dagli dei sul suo popolo, e si mette a guida della ribellione. Conscio di non avere gioco contro il potere degli dei, Alberich decide di rubare l'oro del Reno, il pianeta sacro, e di farlo forgiare con l'inganno ad un capace artigiano terrestre: il giovane Tadashi Daiba. Rubato l'oro sacro l'equilibrio dell'universo comincia ad incrinarsi, ed Odino ordina agli orribili giganti Fafner e Fasolt di costruirgli una fortezza spaziale per contenere l'attacco dei rivoltosi. Costoro chiedono in pagamento la mano della bella dea Freyja, di cui sono entrambi innamorati; Odino acconsente con la mezza idea di non mantenere il patto: di quella celebrante non gli importa nulla, qualsiasi ragazza pura e portata per la musica potrebbe sostituirla, ma per ora gli serve. Freyja si rifiuta di avere a che fare con i giganti, e scappa con Harlock.
Recuperata Mime, Capitan Harlock e la sua Arcadia vengono accolti nella fortezza dei giganti, giusto in tempo per l'attacco dei ribelli. All'inizio la battaglia è tutta degli dei; poi Alberich scatena il potere dell'Anello riuscendo ad annientare le forze divine, ma viene in seguito intrappolato dalla fortezza dei giganti, una prigione inaccessibile, dal di dentro e dal di fuori. Harlock è molto contrariato: se l'Oro non dovesse tornare al suo posto l'intero universo decaderebbe, e così scende nella pancia della fortezza per incontrare Alberich e recuperare l'Anello. Per annullare il potere dell'Oro la fortezza usa il "drago", un fluido corrosivo addensato con i peggiori sentimenti, che la tecnologia sperimentale dei giganti fatica a contenere, e che anzi è pronto ad uscire e a contaminare l'universo.
Harlock si scontra con Alberich, gli prende l'Anello, e poi scappa con L'Arcadia; la fortezza collassa sotto la forza del drago ed esplode scagliando in ogni dove il fluido del drago, che va a contaminare l'universo seminando malvagità; in compenso ora l'Oro può essere rimesso al suo posto, e l'equilibrio dell'universo ripristinato. I nibelunghi restano sconfitti, gli dei sono umiliati dall'ardimento dei "miserabili" terrestri; Capitan Harlock comprende che ora la sua opera di giustiziere solitario si è fatta più difficile.
In questa serie animata sono presenti molti personaggi ideati dall'autore, che fanno principalmente da cameo. La trama fantascientifica non ingrana benissimo con gli aspetti mitologici (come nelle consuetudini dell'autore, attento alla sublimazione dei contenuti e non alla loro enunciazione); a molti degli interrogativi che potrebbero sorgere negli spettatori non sì dà nessuna risposta.
Nelle scene finali dell'ultimo atto "il sesto", viene riportata una brevissima sequenza dove un'astronave attraversa il temibile fluido del drago del tutto identica all'Argo di Star Blazers.
Tutti i personaggi, compreso Harlock, non sono gli artefici della storia, che prosegue per conto suo guidata da forze grandiose e inarrestabili; tranne alla fine, dove Harlock sfugge al drago rubandogli l'Oro, la sua preda maledetta (sbiadito richiamo al noto Sigfrido).
Matsumoto è noto per inserire un tema di fondo, quasi politico, nelle sue opere; in questa possiamo vedere l'arroganza aristocratica e indolente degli dei, che si ritengono superiori a tutte le altre creature; compresi i nibelunghi, a loro assai simili, soltanto perché gli è riuscito di soggiogarli. Gli stessi nibelunghi non si dimostrano migliori, decidendo di condannare l'intero universo all'annientamento pur di ottenere vendetta.
L'Arcadia non desta in nessuno dei due contendenti la minima preoccupazione, perché costruita e guidata da dei primitivi umani; Harlock deve a tanta indifferenza il suo arrivo nella zona delle manovre, perché gli dei, impegnati con i nibelunghi, non si preoccupano di annientarlo. Capitan Harlock annuncia agli dei i suoi intenti di soccorso, ma mortifica il potente Odino, dicendogli che non lo fa per i suoi repellenti comodi, ma per salvare l'universo. Al termine della storia non c'è il classico lieto fine: i rapporti di forza erano ben precisi; le differenze di status motivate; chi comandava e chi obbediva rimangono ai loro posti, ma l'operato di Capitan Harlock (un essere insignificante e primitivo che salva la situazione compiendo l'impossibile) mostra a tutti i personaggi come le cose dovrebbero andare in maniera di molto differente, qualsiasi giustificazione si voglia addurre, per quanto ragionevole sia, a sostegno di uno status quo ingiusto.

### Episodi

Copertina del DVD dell'edizione italiana

| Nº | Titolo italiano Giapponese 「Kanji」 - Rōmaji                                                         | Prima edizione | Prima edizione                     |
| Nº | Titolo italiano Giapponese 「Kanji」 - Rōmaji                                                         | Giapponese     | Italiano (trasmissione televisiva) |
| 1  | L'Oro del Reno - Atto 1 「ハーロック・サーガ ニーベルングの指環」 - Hārokku Sāga Nīberungu no yubi wa | 1998           | 2001                               |
| 2  | L'Oro del Reno - Atto 2 「ハーロック・サーガ ニーベルングの指環」 - Hārokku Sāga Nīberungu no yubi wa | 1998           | 2001                               |
| 3  | L'Oro del Reno - Atto 3 「ハーロック・サーガ ニーベルングの指環」 - Hārokku Sāga Nīberungu no yubi wa | 1998           | 2001                               |
| 4  | L'Oro del Reno - Atto 4 「ハーロック・サーガ ニーベルングの指環」 - Hārokku Sāga Nīberungu no yubi wa | 1999           | 2001                               |
| 5  | L'Oro del Reno - Atto 5 「ハーロック・サーガ ニーベルングの指環」 - Hārokku Sāga Nīberungu no yubi wa | 1999           | 2001                               |
| 6  | L'Oro del Reno - Atto 6 「ハーロック・サーガ ニーベルングの指環」 - Hārokku Sāga Nīberungu no yubi wa | 1999           | 2001                               |

### Doppiaggio
| Personaggio     | Doppiatore originale | Doppiatore italiano |
| --------------- | -------------------- | ------------------- |
| Capitan Harlock | Kōichi Yamadera      | Sergio Di Stefano   |
| Freya           | Emi Shinohara        | Francesca Guadagno  |
| Mime            | Kazuko Yanaga        | Barbara De Bortoli  |
| Tochiro Oyama   | Kōichi Yamadera      | Marco Mete          |
| Maetel          | Masako Ikeda         | Chiara Colizzi      |
| Emeraldas       | Masako Katsuki       | Cinzia De Carolis   |
| Yattaran        | Shigeru Chiba        | Giorgio Lopez       |
| Wotan           | Taro Ishida          | Luciano De Ambrosis |
| Tadashi Daiba   | Toshihiko Seki       | Alessandro Tiberi   |
| Fricka          | Miyuki Ueda          | Cristina Boraschi   |
| Fafner          | Shin'ichirō Miki     | Massimo Pizzirani   |
| Fasolt          | Takehito Koyasu      | Stefano Mondini     |
| Alberich        | Yoshito Yasuhara     | Sandro Acerbo       |
| Erda            | K'                   | Tiziana Avarista    |

## Manga
Il manga relativo si compone di 8 volumi, l'ultimo dei quali pubblicato nel settembre del 2002. In Italia è stato pubblicato dalla Hazard Edizioni con il titolo L'anello del Nibelungo a partire dal febbraio 2006; le tavole sono in bianco e nero, il formato scelto è il 13 x 18 cm, la finitura in brossura rilegata a filo.
Il manga di Harlock Saga rimane al momento incompiuto: sono stati pubblicati 8 volumi (dalla Shinchosha in Giappone e dalla Kana Press in Francia), due volumi del proseguimento sono disponibili online in inglese, mentre l'ultimo non ha ancora visto la luce. La struttura del manga segue gli atti dell'opera wagneriana.
- Harlock Saga: l'Oro del Reno - (2 volumi): Questa prima parte ha fornito la base per la serie animata.
- Harlock Saga: La Valchiria - (3 volumi): Primo elemento di una storia in due parti, incentrata nella narrazione del viaggio e della morte di Grande (Great) Harlock, padre di Capitan Harlock, ambientato nel 2964 d.C. La storia inizia subito dopo gli eventi di Harlock Saga: l'Oro del Reno: Odino, re degli dei nel Valhalla, è furioso per l'insolenza dimostratagli da Harlock; per nulla grato di aver salvato, oltre all'universo, anche il Valhalla e la sua casa, egli desidera che l'intera faccenda non sia mai avvenuta. Perciò ordina a sua figlia Brunilde, e alla sua squadra di Valchirie, di viaggiare indietro nel tempo per uccidere Capitan Harlock da giovane. Per eseguire l'ordine Brunilde deve incrociare la spada con Grande Harlock, di lui padre. Ma entrambi si scontrano con i metanoidi (metanoids, che fanno qui la loro prima apparizione) i cui progetti per l'universo non tengono in conto gli dei del Valhalla. La girandola degli eventi ruota intorno a quattro singolari individui: il giovane Harlock (che il padre chiama Piccolo Harlock); il giovane Tochiro, migliore amico del giovane Harlock, piccola replica del padre, il Dott. Oyama; la giovane Emeraldas, che insieme alla sorella più giovane Maetel si impossessa di un'antica e potentissima astronave sul pianeta Metabloody, che attende "...il suo legittimo padrone"; la giovane Maetel, sempre misteriosa anche da piccola, sembra in qualche modo attratta dal giovane Harlock, e già presagisce come il destino dei quattro sia legato al mare delle stelle.
- Harlock Saga: Sigfrido - (3 volumi): Il secondo elemento della storia è ambientato anch'esso nel 2964 d.C. e tratta delle ultime avventure di Grande Harlock. I metanoidi tramano per conquistare l'universo e hanno costruito una flotta di sofisticate astronavi belliche, quale non si era mai vista prima; una sola cosa li ostacola dal raggiungimento del loro obiettivo: la sgradita alleanza di un mortale con un immortale, Grande Harlock il pirata spaziale, con la sua ricostruita Ombra di Morte (Death Shadow), e Brunilde la Valchiria, satrapessa del Valhalla, colei che ha disobbedito all'ordine paterno di uccidere il giovane Harlock, e che anzi ha unito le forze col nemico, sotto il vessillo nero con il teschio e le tibie incrociate. Testimoni dello svolgimento della tragedia sono Mime dei nibelunghi, celebrante di Odino, e i quattro giovani ragazzi presentati nel capitolo precedente. Grande Harlock e Brunilde ideano una strategia per sconfiggere i metanoidi, che sanno essere mortale per entrambi, e che imprime un durevole ricordo nelle menti dei giovani che assistono al loro sacrificio.
- Harlock Saga: Grande Harlock Crepuscolo degli dei - (3 volumi, di cui l'ultimo incompiuto): La storia riprende all'incirca dieci anni dopo la caduta di Grande Harlock. Mime, che ora fa parte dell'Arcadia in qualità di navigatrice, ha appena terminato di raccontare i retroscena della sua morte. Soltanto ora Harlock comprende per esteso il coinvolgimento di Odino, e si incollerisce. Insieme alla sua alleata Emeraldas, egli sfida nuovamente l'autorità di Odino e contesta il dominatore dell'universo nel suo Valhalla. Anche questa volta le sue azioni vengono previste da Erda l'indovina; ella aveva precedentemente predetto, che gli sforzi di Odino per modificare il passato di Harlock, avrebbero causato il Crepuscolo degli Dei e la fine del Valhalla. Ora quella profezia si sta avverando, Harlock è deciso a seguire le orme del padre, e anche le forze cosmiche sembrano prepararsi al confronto finale al centro dell'universo, che causerà la fine di tutto. Ma forse, anche un nuovo inizio.

### Volumi
| Nº | Data di prima pubblicazione | Data di prima pubblicazione | Data di prima pubblicazione |
| Nº | Italiano                    | Italiano                    |                             |
| -- | --------------------------- | --------------------------- | --------------------------- |
| 1  | 15 febbraio 2006            | ISBN 978-88-75-02072-9      |                             |
| 2  | 15 aprile 2006              | ISBN 978-88-75-02073-6      |                             |
| 3  | 15 giugno 2006              | ISBN 978-88-75-02074-3      |                             |
| 4  | 15 settembre 2006           | ISBN 978-88-75-02075-0      |                             |
| 5  | 15 novembre 2006            | ISBN 978-88-75-02076-7      |                             |
| 6  | 4 maggio 2007               | ISBN 978-88-75-02077-4      |                             |
| 7  | 27 luglio 2007              | ISBN 978-88-75-02078-1      |                             |
| 8  | 17 dicembre 2007            | ISBN 978-88-75-02079-8      |                             |